# Bisfenol A-diglycidylether

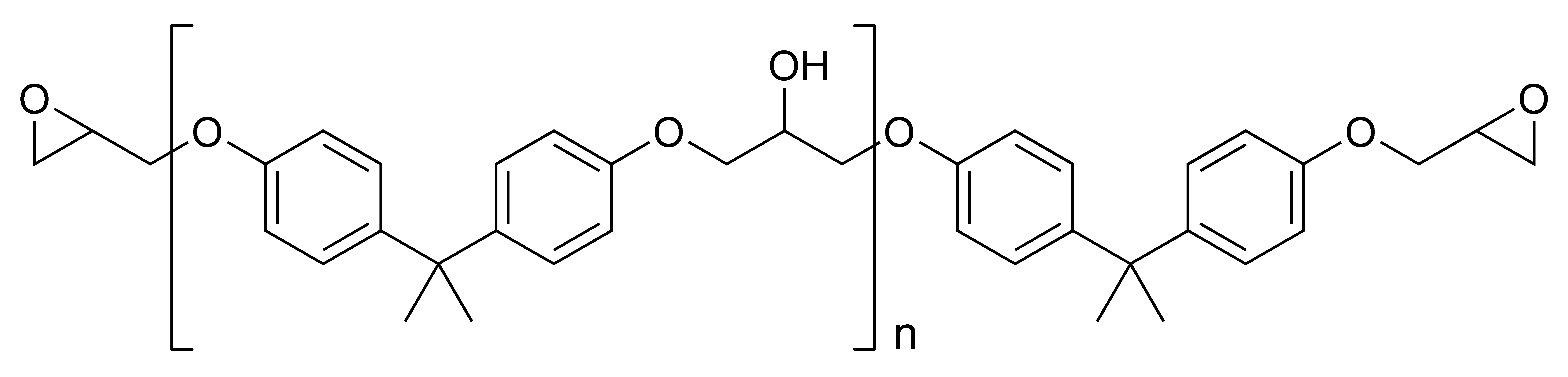
Struktura bisfenol A-diglycidyletherové epoxidové pryskyřice: n je počet monomerních jednotek, obvykle mezi 1 a 25.

Bisfenol A-diglycidylether (zkráceně BADGE nebo DGEBA) je organická sloučenina patřící mezi kapalné epoxidové pryskyřice.
V čisté podobě jde o bezbarvou kapalinu, komerční vzorky mívají žlutohnědé zabarvení. Jedná se o důležitou složku řady epoxidových pryskyřic. Přidáním dalšího bisfenolu A a katalyzátoru a následným zahřátím vzniknou bisfenol A-glycidyletherové pryskyřice o vysokých molekulových hmotnostech, které jsou pevné.

## Výroba a reakce
Tato látka se vyrábí O-alkylací bisfenolu A epichlorhydrinem. Hlavním produktem je přitom bisfenol A-diglycidylether, ale vzniká i několik oligomerů. Míra polymerizace může být i 0,1. Důležitou vlastností epoxidových pryskyřic je obsah peroxidových skupin, vyjadřovaný epoxidovým číslem, tedy počtem epoxidových ekvivalentů v 1 kg pryskyřice, nebo ekvivalentní hmotností, tedy počtu gramů pryskyřice, které obsahují 1 mol epoxidových skupin. Protože jsou nesymetrické epoxidy chirální, tak bis-epoxid vytváří tři stereoizomery; ty se ale obvykle neoddělují.
Bisfenol A-diglycidylether se pomalu hydrolyzuje na 2,2-bis[4(2,3-dihydroxypropoxy)fenyl)propan (bis-HPPP).
Obdobně DGEBA reaguje s kyselinou akrylovou za vzniku vinylesterových pryskyřic. Při reakci se otevírá epoxidový kruh, čímž vznikají na každém konci molekuly nenasycené esterové skupiny. Vzniklý materiál se ředí styrenem a přeměňuje na pryskyřici.
Epoxidové pryskyřice patří mezi termosety, a lze je vytvrzovat vhodnými činidly, která vytvoří překřížené vazby; nejčastějšími činidly jsou zde polyaminy, aminoamidy a fenoly.

## Bezpečnost
BADGE je velmi reaktivní a reakcemi s vodou a kyselinou chlorovodíkovou vytváří řadu různých sloučenin, přičemž mnohé (včetně samotného BADGE) jsou pravděpodobně endokrinními disruptory.
Hydrolýzou etherových vazeb se uvolňuje bisfenol A, který je také endokrinní disruptor. Od 90. let 20. století se objevují obavy, že epoxidové pryskyřice obsahující BADGE a používané jako materiály na obaly potravin se do těchto potravin mohou uvolňovat.
Bisfenol A-diglycidyletherové epoxidy se používají jako nátěry na vnitřních stranách potravinových konzerv. Tyto sloučeniny a jejich analogy a konjugáty byly podrobně otestovány, k čemuž bylo vyvinuto několik analytických metod.